# Hypna forbesi
Hypna forbesi är en fjärilsart som beskrevs av Frederick DuCane Godman och Osbert Salvin 1884. Hypna forbesi ingår i släktet Hypna och familjen praktfjärilar. Inga underarter finns listade i Catalogue of Life.